# Partecipanti al Giro d'Italia 2023
Elenco dei partecipanti al Giro d'Italia 2023.
Il Giro d'Italia 2023 è la centoseiesima edizione della corsa. Alla competizione prendono parte 22 squadre: le diciotto iscritte all'UCI World Tour 2023, e le quattro squadre invitate, ovverosia l'Eolo-Kometa Cycling Team, la Green Project-BardianiCSF-Faizanè, l'Israel-Premier Tech e la Corratec Selle Italia, tutte di categoria UCI ProTeam, ciascuna delle quali composta da otto corridori, per un totale di 176 ciclisti.

## Corridori per squadra
Nota: R ritirato, NP non partito, FT fuori tempo, SQ squalificato
| Soudal Quick-Step       | Soudal Quick-Step             | Soudal Quick-Step       | Eolo-Kometa Cycling Team          | Eolo-Kometa Cycling Team          | Eolo-Kometa Cycling Team          | Team Arkéa-Samsic      | Team Arkéa-Samsic      | Team Arkéa-Samsic      |
| ----------------------- | ----------------------------- | ----------------------- | --------------------------------- | --------------------------------- | --------------------------------- | ---------------------- | ---------------------- | ---------------------- |
| 1                       | Remco Evenepoel (Lin.), (Cr.) | NP 10ª                  | 81                                | Vincenzo Albanese                 | 70°                               | 161                    | Warren Barguil         | 17°                    |
| 2                       | Davide Ballerini              | NP16ª                   | 82                                | Davide Bais                       | 81°                               | 162                    | Maxime Bouet           | 80°                    |
| 3                       | Mattia Cattaneo               | NP11ª                   | 83                                | Mattia Bais                       | 47°                               | 163                    | David Dekker           | R 8ª                   |
| 4                       | Josef Černý                   | NP11ª                   | 84                                | Erik Fetter (Cr.)                 | R 10ª                             | 164                    | Thibault Guernalec     | 90°                    |
| 5                       | Jan Hirt                      | NP11ª                   | 85                                | Lorenzo Fortunato                 | 21°                               | 165                    | Michel Ries            | 86°                    |
| 6                       | Pieter Serry                  | 60°                     | 86                                | Francesco Gavazzi                 | 67°                               | 166                    | Alan Riou              | 116°                   |
| 7                       | Ilan Van Wilder               | 12°                     | 87                                | Mirco Maestri                     | 78°                               | 167                    | Clément Russo          | NP 6ª                  |
| 8                       | Louis Vervaeke                | NP11ª                   | 88                                | Diego Sevilla                     | 96°                               | 168                    | Alessandro Verre       | R 14ª                  |
| D.S.: Davide Bramati    | D.S.: Davide Bramati          | D.S.: Davide Bramati    | D.S.: Stefano Zanatta             | D.S.: Stefano Zanatta             | D.S.: Stefano Zanatta             | D.S.: Yvon Caër        | D.S.: Yvon Caër        | D.S.: Yvon Caër        |
| AG2R Citroën Team       | AG2R Citroën Team             | AG2R Citroën Team       | Green Project-BardianiCSF-Faizanè | Green Project-BardianiCSF-Faizanè | Green Project-BardianiCSF-Faizanè | Corratec Selle Italia  | Corratec Selle Italia  | Corratec Selle Italia  |
| 11                      | Aurélien Paret-Peintre        | 15º                     | 91                                | Filippo Fiorelli                  | 50º                               | 171                    | Valerio Conti          | NP 5ª                  |
| 12                      | Alex Baudin                   | 74º                     | 92                                | Luca Covili                       | NP 18ª                            | 172                    | Nicolas Dalla Valle    | 125º                   |
| 13                      | Mikaël Cherel                 | R 12ª                   | 93                                | Davide Gabburo                    | 64º                               | 173                    | Stefano Gandin         | NP 11ª                 |
| 14                      | Paul Lapeira                  | R 4ª                    | 94                                | Filippo Magli                     | 106º                              | 174                    | Alessandro Iacchi      | 119º                   |
| 15                      | Valentin Paret-Peintre        | 37º                     | 95                                | Martin Marcellusi                 | 101º                              | 175                    | Alexander Konychev     | 102º                   |
| 16                      | Nicolas Prodhomme             | 23º                     | 96                                | Henok Mulubrhan (Lin.)            | 87º                               | 176                    | Charlie Quarterman     | 115º                   |
| 17                      | Andrea Vendrame               | NP 11ª                  | 97                                | Alessandro Tonelli                | 42º                               | 177                    | Veljko Stojnić         | 98º                    |
| 18                      | Lawrence Warbasse             | 44º                     | 98                                | Samuele Zoccarato                 | R 8ª                              | 178                    | Karel Vacek            | 84º                    |
| D.S.: Laurent Biondi    | D.S.: Laurent Biondi          | D.S.: Laurent Biondi    | D.S.: Roberto Reverberi           | D.S.: Roberto Reverberi           | D.S.: Roberto Reverberi           | D.S.: Francesco Frassi | D.S.: Francesco Frassi | D.S.: Francesco Frassi |
| Alpecin-Deceuninck      | Alpecin-Deceuninck            | Alpecin-Deceuninck      | Groupama-FDJ                      | Groupama-FDJ                      | Groupama-FDJ                      | Team DSM               | Team DSM               | Team DSM               |
| 21                      | Stefano Oldani                | 45º                     | 101                               | Thibaut Pinot                     | 5°                                | 181                    | Andreas Leknessund     | 8°                     |
| 22                      | Nicola Conci                  | NP 7ª                   | 102                               | Bruno Armirail (Cr.)              | 16°                               | 182                    | Alberto Dainese        | 124º                   |
| 23                      | Kaden Groves                  | R 12ª                   | 103                               | Ignatas Konovalovas               | 105º                              | 183                    | Jonas Hvideberg        | 117º                   |
| 24                      | Alexander Krieger             | 121º                    | 104                               | Stefan Küng                       | NP 10ª                            | 184                    | Niklas Märkl           | 104º                   |
| 25                      | Senne Leysen                  | 91º                     | 105                               | Fabian Lienhard                   | 113º                              | 185                    | Marius Mayrhofer       | 73º                    |
| 26                      | Oscar Riesebeek               | NP 10ª                  | 106                               | Rudy Molard                       | 69º                               | 186                    | Florian Stork          | R 8ª                   |
| 27                      | Kristian Sbaragli             | 85º                     | 107                               | Jake Stewart                      | 93º                               | 187                    | Martijn Tusveld        | R 10ª                  |
| 28                      | Ramon Sinkeldam               | NP 5ª                   | 109                               | Lars van den Berg                 | NP 8ª                             | 188                    | Harm Vanhoucke         | R 12ª                  |
| D.S.: Bart Leysen       | D.S.: Bart Leysen             | D.S.: Bart Leysen       | D.S.: Sébastien Joly              | D.S.: Sébastien Joly              | D.S.: Sébastien Joly              | D.S.: Matthew Winston  | D.S.: Matthew Winston  | D.S.: Matthew Winston  |
| Astana Qazaqstan Team   | Astana Qazaqstan Team         | Astana Qazaqstan Team   | Ineos Grenadiers                  | Ineos Grenadiers                  | Ineos Grenadiers                  | Team Jayco AlUla       | Team Jayco AlUla       | Team Jayco AlUla       |
| 31                      | Mark Cavendish (Lin.)         | 120º                    | 111                               | Tao Geoghegan Hart                | R 11ª                             | 191                    | Michael Matthews       | 63º                    |
| 32                      | Samuele Battistella           | NP 14ª                  | 112                               | Thymen Arensman                   | 6º                                | 192                    | Alessandro De Marchi   | 39º                    |
| 33                      | Joseph Dombrowski             | 58º                     | 113                               | Laurens De Plus                   | 10°                               | 193                    | Eddie Dunbar           | 7º                     |
| 34                      | Gianni Moscon                 | 107º                    | 114                               | Filippo Ganna (Cr.)               | NP 8ª                             | 194                    | Michael Hepburn        | 77º                    |
| 35                      | Vadim Pronskij                | 43º                     | 115                               | Salvatore Puccio                  | 72°                               | 195                    | Lukas Pöstlberger      | 95º                    |
| 36                      | Luis León Sánchez             | 24º                     | 116                               | Pavel Sivakov                     | R 16ª                             | 196                    | Callum Scotson         | NP 10ª                 |
| 37                      | Christian Scaroni             | 59º                     | 117                               | Ben Swift                         | 61º                               | 197                    | Campbell Stewart       | 108º                   |
| 38                      | Simone Velasco                | 26º                     | 118                               | Geraint Thomas                    | 2º                                | 198                    | Filippo Zana (Lin.)    | 16º                    |
| D.S.: Aleksandr Šefer   | D.S.: Aleksandr Šefer         | D.S.: Aleksandr Šefer   | D.S.: Matteo Tosatto              | D.S.: Matteo Tosatto              | D.S.: Matteo Tosatto              | D.S.: David McPartland | D.S.: David McPartland | D.S.: David McPartland |
| Bahrain Victorious      | Bahrain Victorious            | Bahrain Victorious      | Intermarché-Circus-Wanty          | Intermarché-Circus-Wanty          | Intermarché-Circus-Wanty          | Trek-Segafredo         | Trek-Segafredo         | Trek-Segafredo         |
| 41                      | Jack Haig                     | 19º                     | 121                               | Lorenzo Rota                      | 46º                               | 201                    | Mads Pedersen          | NP 13ª                 |
| 42                      | Yukiya Arashiro (Lin.)        | 122º                    | 122                               | Niccolò Bonifazio                 | NP 18ª                            | 202                    | Amanuel Gebreigzabhier | NP 16ª                 |
| 43                      | Santiago Buitrago             | 13º                     | 123                               | Sven Erik Bystrøm                 | NP 10ª                            | 203                    | Daan Hoole             | 109º                   |
| 44                      | Damiano Caruso                | 4º                      | 124                               | Laurens Huys                      | 27º                               | 204                    | Alex Kirsch            | 97º                    |
| 45                      | Jonathan Milan                | 103º                    | 125                               | Arne Marit                        | 112º                              | 205                    | Bauke Mollema (Cr.)    | 50º                    |
| 46                      | Andrea Pasqualon              | 65º                     | 126                               | Simone Petilli                    | R 10ª                             | 206                    | Toms Skujiņš (Cr.)     | 31º                    |
| 47                      | Jasha Sütterlin               | 75º                     | 127                               | Laurenz Rex                       | 88º                               | 207                    | Natnael Tesfatsion     | NP 11ª                 |
| 48                      | Edoardo Zambanini             | 41º                     | 128                               | Rein Taaramäe (Cr.)               | NP 10ª                            | 208                    | Otto Vergaerde         | 99º                    |
| D.S.: Gorazd Štangelj   | D.S.: Gorazd Štangelj         | D.S.: Gorazd Štangelj   | D.S.: Valerio Piva                | D.S.: Valerio Piva                | D.S.: Valerio Piva                | D.S.: Grégory Rast     | D.S.: Grégory Rast     | D.S.: Grégory Rast     |
| Bora-Hansgrohe          | Bora-Hansgrohe                | Bora-Hansgrohe          | Israel-Premier Tech               | Israel-Premier Tech               | Israel-Premier Tech               | UAE Team Emirates      | UAE Team Emirates      | UAE Team Emirates      |
| 51                      | Aleksandr Vlasov              | R 10ª                   | 131                               | Domenico Pozzovivo                | NP 10ª                            | 211                    | João Almeida (Lin.)    | 3º                     |
| 52                      | Giovanni Aleotti              | NP 7ª                   | 132                               | Sebastian Berwick                 | 71º                               | 212                    | Pascal Ackermann       | 82º                    |
| 53                      | Cesare Benedetti              | 102º                    | 133                               | Simon Clarke                      | NP 16ª                            | 213                    | Alessandro Covi        | NP 12ª                 |
| 54                      | Nico Denz                     | 56º                     | 134                               | Marco Frigo                       | 32º                               | 214                    | Davide Formolo         | 30º                    |
| 55                      | Bob Jungels (Cr.)             | 40º                     | 135                               | Derek Gee (Cr.)                   | 22º                               | 215                    | Ryan Gibbons           | 68º                    |
| 56                      | Lennard Kämna (Cr.)           | 9º                      | 136                               | Matthew Riccitello                | 57º                               | 216                    | Brandon McNulty        | 29º                    |
| 57                      | Patrick Konrad                | 20º                     | 137                               | Mads Würtz Schmidt                | NP 10ª                            | 217                    | Diego Ulissi           | 28º                    |
| 58                      | Anton Palzer                  | 51º                     | 138                               | Stephen Williams                  | 94º                               | 218                    | Jay Vine (Cr.)         | 34º                    |
| D.S.: Enrico Gasparotto | D.S.: Enrico Gasparotto       | D.S.: Enrico Gasparotto | D.S.: Óscar Guerrero              | D.S.: Óscar Guerrero              | D.S.: Óscar Guerrero              | D.S.: Fabio Baldato    | D.S.: Fabio Baldato    | D.S.: Fabio Baldato    |
| Cofidis                 | Cofidis                       | Cofidis                 | Jumbo-Visma                       | Jumbo-Visma                       | Jumbo-Visma                       |                        |                        |                        |
| 61                      | Simone Consonni               | 111º                    | 141                               | Primož Roglič                     | 1º                                |                        |                        |                        |
| 62                      | François Bidard               | 54º                     | 142                               | Edoardo Affini                    | 92º                               |                        |                        |                        |
| 63                      | Thomas Champion               | 66º                     | 143                               | Koen Bouwman                      | 25º                               |                        |                        |                        |
| 64                      | Davide Cimolai                | NP 9ª                   | 144                               | Rohan Dennis                      | 38º                               |                        |                        |                        |
| 65                      | Alexandre Delettre            | 89º                     | 145                               | Michel Hessmann                   | 33º                               |                        |                        |                        |
| 66                      | Jonathan Lastra               | 35º                     | 146                               | Sepp Kuss                         | 14º                               |                        |                        |                        |
| 67                      | Rémy Rochas                   | NP 5ª                   | 147                               | Thomas Gloag                      | 76º                               |                        |                        |                        |
| 68                      | Hugo Toumire                  | 83º                     | 148                               | Sam Oomen                         | 36º                               |                        |                        |                        |
| D.S.: Roberto Damiani   | D.S.: Roberto Damiani         | D.S.: Roberto Damiani   | D.S.: Arthur van Dongen           | D.S.: Arthur van Dongen           | D.S.: Arthur van Dongen           |                        |                        |                        |
| EF Education-EasyPost   | EF Education-EasyPost         | EF Education-EasyPost   | Movistar Team                     | Movistar Team                     | Movistar Team                     |                        |                        |                        |
| 71                      | Rigoberto Urán                | NP 10ª                  | 151                               | Fernando Gaviria                  | 118º                              |                        |                        |                        |
| 72                      | Jonathan Caicedo              | NP 11ª                  | 152                               | William Barta                     | 52º                               |                        |                        |                        |
| 73                      | Hugh Carthy                   | NP 19ª                  | 153                               | Max Kanter                        | 110º                              |                        |                        |                        |
| 74                      | Jefferson Alexander Cepeda    | 53º                     | 154                               | Óscar Rodríguez                   | R 11ª                             |                        |                        |                        |
| 75                      | Stefan de Bod (Cr.)           | NP 14ª                  | 155                               | José Joaquín Rojas                | 80º                               |                        |                        |                        |
| 76                      | Ben Healy (Cr.)               | 55º                     | 156                               | Einer Rubio                       | 11º                               |                        |                        |                        |
| 77                      | Alberto Bettiol               | 49º                     | 157                               | Albert Torres                     | 123º                              |                        |                        |                        |
| 78                      | Magnus Cort Nielsen           | 62º                     | 158                               | Carlos Verona                     | 47º                               |                        |                        |                        |
| D.S.: Matti Breschel    | D.S.: Matti Breschel          | D.S.: Matti Breschel    | D.S.: Maximilian Sciandri         | D.S.: Maximilian Sciandri         | D.S.: Maximilian Sciandri         |                        |                        |                        |

### Legenda
| Legenda          | Legenda | Legenda        | Legenda                                                  |
| ---------------- | --- | -------------- | -------------------------------------------------------- |
| Dorsale          | Dorsale di partenza del ciclista | Posizione      | Posizione finale nella classifica generale               |
| Maglia rosa      | Indica il vincitore della classifica generale                                                                                        | Maglia azzurra | Indica il vincitore della classifica dei GPM             |
| Maglia ciclamino | Indica il vincitore della classifica a punti                                                                                         | Maglia bianca  | Indica il vincitore della classifica dei giovani         |
| NP               | Indica un ciclista che non è ripartito in una tappa la mattina                                                                       | R              | Indica un ciclista che si è ritirato in una tappa        |
| FTM              | Indica un ciclista che ha concluso una tappa fuori tempo, ossia ha impiegato più tempo rispetto a quanto stabilito dal tempo massimo | EX             | Corridore escluso per non aver rispettato il regolamento |

## Corridori per nazione
Le nazionalità rappresentate nella manifestazione sono 33; in tabella il numero dei ciclisti suddivisi per la propria nazione di appartenenza:
| Numero ciclisti | Nazione |
| --------------- | --- |
| 51              | Italia |
| 20              | Francia |
| 11              | Belgio, Germania |
| 10              | Paesi Bassi |
| 9               | Australia, Gran Bretagna |
| 7               | Spagna |
| 6               | Stati Uniti |
| 4               | Colombia |
| 3               | Rep. Ceca, Danimarca, Eritrea, Lussemburgo                                                                                        |
| 2               | Austria, Ecuador, Irlanda, Norvegia, Sudafrica, Svizzera                                                                          |
| 1               | Canada, Estonia, Ungheria, Giappone, Kazakistan, Lettonia, Lituania, Nuova Zelanda, Polonia, Portogallo, Russia, Serbia, Slovenia |

### Quadro d'insieme nazionalità e tappe
| Nazione       | Corridori partenti | Corridori arrivati | Tappe vinte                                                    |
| ------------- | ------------------ | ------------------ | -------------------------------------------------------------- |
| Australia     | 9                  | 6                  | 2 (Michael Matthews, Kaden Groves)                             |
| Austria       | 2                  | 2                  | -                                                              |
| Belgio        | 11                 | 8                  | 2 (2 Remco Evenepoel)                                          |
| Canada        | 1                  | 1                  | -                                                              |
| Colombia      | 4                  | 3                  | 2 (Einer Rubio,Santiago Buitrago)                              |
| Danimarca     | 3                  | 1                  | 2 (Mads Pedersen, Magnus Cort Nielsen)                         |
| Ecuador       | 2                  | 1                  | -                                                              |
| Eritrea       | 3                  | 1                  | -                                                              |
| Estonia       | 1                  | 0                  | -                                                              |
| Francia       | 20                 | 15                 | 1 (Aurélien Paret-Peintre)                                     |
| Germania      | 11                 | 10                 | 3 (2 Nico Denz, Pascal Ackermann)                              |
| Gran Bretagna | 9                  | 7                  | 1 (Mark Cavendish)                                             |
| Giappone      | 1                  | 1                  | -                                                              |
| Irlanda       | 2                  | 2                  | 1 (Ben Healy)                                                  |
| Italia        | 51                 | 34                 | 4 (Jonathan Milan, Davide Bais, Alberto Dainese, Filippo Zana) |
| Kazakistan    | 1                  | 1                  | -                                                              |
| Lettonia      | 1                  | 1                  | -                                                              |
| Lituania      | 1                  | 1                  | -                                                              |
| Lussemburgo   | 3                  | 3                  | -                                                              |
| Norvegia      | 2                  | 1                  | -                                                              |
| Nuova Zelanda | 1                  | 1                  | -                                                              |
| Paesi Bassi   | 10                 | 5                  | -                                                              |
| Polonia       | 1                  | 1                  | -                                                              |
| Portogallo    | 1                  | 1                  | 1 (João Almeida)                                               |
| Rep. Ceca     | 3                  | 1                  | -                                                              |
| Russia        | 1                  | 0                  | -                                                              |
| Serbia        | 1                  | 1                  | -                                                              |
| Slovenia      | 1                  | 1                  | 1 (Primož Roglič)                                              |
| Spagna        | 7                  | 6                  | -                                                              |
| Sudafrica     | 2                  | 1                  | -                                                              |
| Svizzera      | 2                  | 1                  | -                                                              |
| Stati Uniti   | 6                  | 6                  | 1 (Brandon McNulty)                                            |
| Ungheria      | 1                  | 0                  | -                                                              |
| Totale        | 176                | 125                | 21                                                             |